# Stephenville, Texas
Stephenville är en stad i den amerikanska delstaten Texas med en yta av 26 km² och en folkmängd som uppgår till 14 921 invånare (2000). Stephenville är säte för Tarleton State University och administrativ huvudort i Erath County.

## Kända personer från Stephenville
- Jeb Hensarling, politiker
- Ben Hogan, golfspelare